# Am Querkanal (Stralsund)

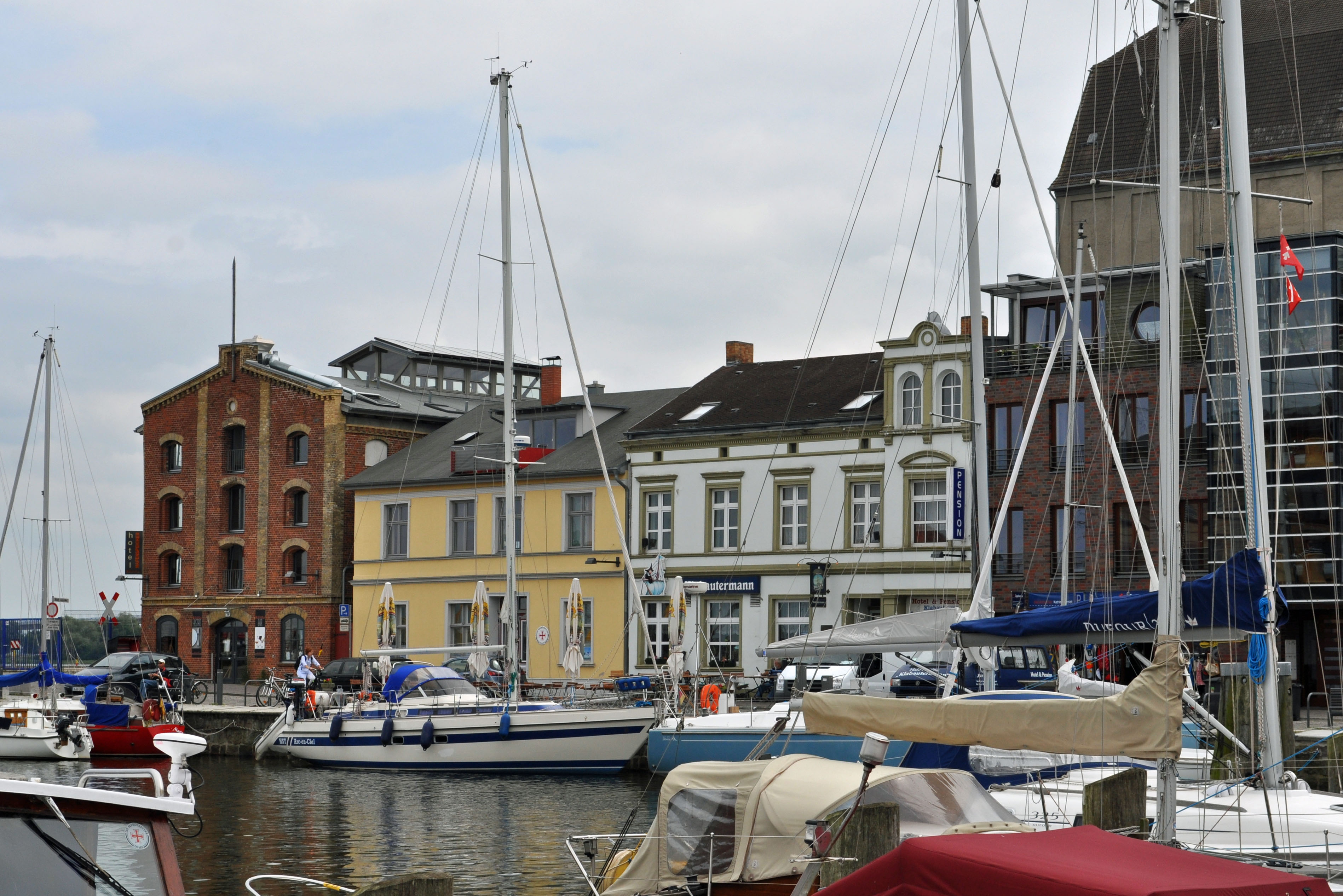
Gebäude an der Straße Am Querkanal in Stralsund (2012)

Die Stadtstraße Am Querkanal auf der Hafeninsel im Stadtgebiet Altstadt in Stralsund verbindet die Langenstraße und die Straße Am Langenkanal an der Langenbrücke mit der Hafenstraße. Sie gehört zum Randgebiet des UNESCO-Welterbes Historische Altstädte Stralsund und Wismar.
Die Straße wurde im Zusammenhang mit der Aufschüttung der Hafeninseln in den 1860er Jahren angelegt.
Fünf der Gebäude stehen unter Denkmalschutz (siehe auch Liste der Baudenkmale in Stralsund), nämlich Am Querkanal 2, Am Querkanal 3, Am Querkanal 4, Am Querkanal 5, Am Querkanal 6, außerdem die Klappbrücke Am Querkanal, die Kaianlage und das Straßenpflaster. An der Ecke zur Hafenstraße steht zudem das ebenfalls denkmalgeschützte Gebäude Hafenstraße 13.